# كوبرا أكمان
كوبرا أكمان (مواليد 13 أكتوبر 1994) هي لاعبة كرة طائرة تركية تلعب في نادي فاكيف بنك.